# Temporada 1990-91 de la NBA
La temporada 1990-91 de la NBA fue la cuadragésimo quinta en la historia de la liga. La temporada finalizó con Chicago Bulls como campeones (primero de sus seis anillos) tras ganar a Los Angeles Lakers por 4-1.

## Aspectos destacados
- El All-Star Game de la NBA de 1991 se disputó en el Charlotte Coliseum de Charlotte, North Carolina, con victoria del Este sobre el Oeste 116-114. Charles Barkley, de Philadelphia 76ers, ganó el premio al MVP del partido.
- Minnesota Timberwolves jugó su primer encuentro en el Target Center.
- La NBC firmó un contrato de 4 años y 600 millones de dólares con la NBA. La relación duró 12 años, hasta el final de la temporada 2001-02.
- El 30 de diciembre, en el último partido de 1990, el base de los Magic Scott Skiles repartió 30 asistencias ante Denver Nuggets, estableciendo un nuevo récord en la NBA.
- Utah Jazz jugaron su última temporada en el Salt Palace.
- La falta flagrante fue establecida en la liga.
- Por primera vez desde 1981, Los Angeles Lakers no fue el mejor equipo del Oeste en temporada regular.

## Clasificaciones

### Conferencia Este
| Equipo             | V  | D  | %V   | P  |
| ------------------ | -- | -- | ---- | -- |
| Boston Celtics     | 56 | 26 | .683 | -  |
| Philadelphia 76ers | 44 | 38 | .537 | 12 |
| New York Knicks    | 39 | 43 | .476 | 17 |
| Washington Bullets | 30 | 52 | .366 | 26 |
| New Jersey Nets    | 26 | 56 | .317 | 30 |
| Miami Heat         | 24 | 58 | .293 | 32 |

| Equipo              | V  | D  | %V   | P  |
| ------------------- | -- | -- | ---- | -- |
| Chicago Bulls C     | 61 | 21 | .744 | -  |
| Detroit Pistons     | 50 | 32 | .610 | 11 |
| Milwaukee Bucks     | 48 | 34 | .585 | 13 |
| Atlanta Hawks       | 43 | 39 | .524 | 18 |
| Indiana Pacers      | 41 | 41 | .500 | 20 |
| Cleveland Cavaliers | 33 | 49 | .402 | 28 |
| Charlotte Hornets   | 26 | 56 | .317 | 35 |

### Conferencia Oeste
| Equipo                 | V  | D  | %V   | P  |
| ---------------------- | -- | -- | ---- | -- |
| San Antonio Spurs      | 55 | 27 | .671 | -  |
| Utah Jazz              | 54 | 28 | .659 | 1  |
| Houston Rockets        | 52 | 30 | .634 | 3  |
| Orlando Magic          | 31 | 51 | .378 | 24 |
| Minnesota Timberwolves | 29 | 53 | .354 | 26 |
| Dallas Mavericks       | 28 | 54 | .341 | 27 |
| Denver Nuggets         | 20 | 62 | .244 | 35 |

| Equipo                 | V  | D  | %V   | P  |
| ---------------------- | -- | -- | ---- | -- |
| Portland Trail Blazers | 63 | 19 | .768 | -  |
| Los Angeles Lakers     | 58 | 24 | .707 | 5  |
| Phoenix Suns           | 55 | 27 | .671 | 8  |
| Golden State Warriors  | 44 | 38 | .537 | 19 |
| Seattle SuperSonics    | 41 | 41 | .500 | 22 |
| Los Angeles Clippers   | 31 | 51 | .378 | 32 |
| Sacramento Kings       | 25 | 57 | .305 | 38 |

* V: Victorias
* D: Derrotas
* %V: Porcentaje de victorias
* P: Partidos de diferencia respecto a la primera posición
* C: Campeón

## Playoffs
|  | Primera Ronda     | Primera Ronda | Primera Ronda |   |             | Semifinales de Conferencia | Semifinales de Conferencia | Semifinales de Conferencia |  |   | Finales de Conferencia | Finales de Conferencia | Finales de Conferencia |  |    | Finales NBA | Finales NBA | Finales NBA |
|  |                   |               |               |   |             |                            |                            |                            |  |   |                        |                        |                        |  |    |             |             |             |
|  | 0                 | Chicago       | 3             |   |             |                            |                            |                            |  |   |                        |                        |                        |  |    |             |             |             |
|  | 8                 | New York      | 0             |   |             |                            |                            |                            |  |   |                        |                        |                        |  |    |             |             |             |
|  | 8                 | New York      | 0             |   | 1           | Chicago                    | 4                          |                            |  |   |                        |                        |                        |  |    |             |             |             |
|  |                   |               |               |   | 1           | Chicago                    | 4                          |                            |  |   |                        |                        |                        |  |    |             |             |             |
|  |                   | 5             | Philadelphia  | 1 |             |                            |                            |                            |  |   |                        |                        |                        |  |    |             |             |             |
|  | 4                 | 5             | Philadelphia  | 1 | Milwaukee   | 0                          |                            |                            |  |   |                        |                        |                        |  |    |             |             |             |
|  | 4                 |               |               |   | Milwaukee   | 0                          |                            |                            |  |   |                        |                        |                        |  |    |             |             |             |
|  | 5                 | Philadelphia  | 3             |   |             |                            |                            |                            |  |   |                        |                        |                        |  |    |             |             |             |
|  | 5                 | Philadelphia  | 3             |   |             |                            |                            |                            |  | 1 | Chicago                | 4                      |                        |  |    |             |             |             |
|  | Conferencia Este  |               |               |   |             |                            |                            |                            |  | 1 | Chicago                | 4                      |                        |  |    |             |             |             |
|  |                   | 2             | Detroit       | 0 |             |                            |                            |                            |  |   |                        |                        |                        |  |    |             |             |             |
|  | 3                 | 2             | Detroit       | 0 | Detroit     | 3                          |                            |                            |  |   |                        |                        |                        |  |    |             |             |             |
|  | 3                 |               |               |   | Detroit     | 3                          |                            |                            |  |   |                        |                        |                        |  |    |             |             |             |
|  | 6                 | Atlanta       | 2             |   |             |                            |                            |                            |  |   |                        |                        |                        |  |    |             |             |             |
|  | 6                 | Atlanta       | 2             |   | 2           | Boston                     | 2                          |                            |  |   |                        |                        |                        |  |    |             |             |             |
|  |                   |               |               |   | 2           | Boston                     | 2                          |                            |  |   |                        |                        |                        |  |    |             |             |             |
|  |                   | 3             | Detroit       | 4 |             |                            |                            |                            |  |   |                        |                        |                        |  |    |             |             |             |
|  | 2                 | 3             | Detroit       | 4 | Boston      | 3                          |                            |                            |  |   |                        |                        |                        |  |    |             |             |             |
|  | 2                 |               |               |   | Boston      | 3                          |                            |                            |  |   |                        |                        |                        |  |    |             |             |             |
|  | 7                 | Indiana       | 2             |   |             |                            |                            |                            |  |   |                        |                        |                        |  |    |             |             |             |
|  | 7                 | Indiana       | 2             |   |             |                            |                            |                            |  |   |                        |                        |                        |  | E1 | Chicago     | 4           |             |
|  |                   |               |               |   |             |                            |                            |                            |  |   |                        |                        |                        |  | E1 | Chicago     | 4           |             |
|  |                   | O1            | LA Lakers     | 1 |             |                            |                            |                            |  |   |                        |                        |                        |  |    |             |             |             |
|  | 1                 | O1            | LA Lakers     | 1 | Pôrtland    | 3                          |                            |                            |  |   |                        |                        |                        |  |    |             |             |             |
|  | 1                 |               |               |   | Pôrtland    | 3                          |                            |                            |  |   |                        |                        |                        |  |    |             |             |             |
|  | 8                 | Seattle       | 2             |   |             |                            |                            |                            |  |   |                        |                        |                        |  |    |             |             |             |
|  | 8                 | Seattle       | 2             |   | 1           | Pôrtland                   | 4                          |                            |  |   |                        |                        |                        |  |    |             |             |             |
|  |                   |               |               |   | 1           | Pôrtland                   | 4                          |                            |  |   |                        |                        |                        |  |    |             |             |             |
|  |                   | 5             | Utah          | 1 |             |                            |                            |                            |  |   |                        |                        |                        |  |    |             |             |             |
|  | 4                 | 5             | Utah          | 1 | Phoenix     | 1                          |                            |                            |  |   |                        |                        |                        |  |    |             |             |             |
|  | 4                 |               |               |   | Phoenix     | 1                          |                            |                            |  |   |                        |                        |                        |  |    |             |             |             |
|  | 5                 | Utah          | 3             |   |             |                            |                            |                            |  |   |                        |                        |                        |  |    |             |             |             |
|  | 5                 | Utah          | 3             |   |             |                            |                            |                            |  | 1 | Pôrtland               | 2                      |                        |  |    |             |             |             |
|  | Conferencia Oeste |               |               |   |             |                            |                            |                            |  | 1 | Pôrtland               | 2                      |                        |  |    |             |             |             |
|  |                   | 3             | LA Lakers     | 4 |             |                            |                            |                            |  |   |                        |                        |                        |  |    |             |             |             |
|  | 3                 | 3             | LA Lakers     | 4 | LA Lakers   | 3                          |                            |                            |  |   |                        |                        |                        |  |    |             |             |             |
|  | 3                 |               |               |   | LA Lakers   | 3                          |                            |                            |  |   |                        |                        |                        |  |    |             |             |             |
|  | 6                 | Houston       | 0             |   |             |                            |                            |                            |  |   |                        |                        |                        |  |    |             |             |             |
|  | 6                 | Houston       | 0             |   | 3           | LA Lakers                  | 4                          |                            |  |   |                        |                        |                        |  |    |             |             |             |
|  |                   |               |               |   | 3           | LA Lakers                  | 4                          |                            |  |   |                        |                        |                        |  |    |             |             |             |
|  |                   | 2             | Golden State  | 1 |             |                            |                            |                            |  |   |                        |                        |                        |  |    |             |             |             |
|  | 2                 | 2             | Golden State  | 1 | San Antonio | 1                          |                            |                            |  |   |                        |                        |                        |  |    |             |             |             |
|  | 2                 |               |               |   | San Antonio | 1                          |                            |                            |  |   |                        |                        |                        |  |    |             |             |             |
|  | 7                 | Golden State  | 3             |   |             |                            |                            |                            |  |   |                        |                        |                        |  |    |             |             |             |

## Estadísticas
| Categoría                    | Jugador         | Equipo                 | Estadísticas |
| ---------------------------- | --------------- | ---------------------- | ------------ |
| Puntos por partido           | Michael Jordan  | Chicago Bulls          | 31,5         |
| Rebotes por partido          | David Robinson  | San Antonio Spurs      | 13.0         |
| Asistencias por partido      | John Stockton   | Utah Jazz              | 14.2         |
| Robos por partido            | Alvin Robertson | Milwaukee Bucks        | 3.0          |
| Tapones por partido          | Hakeem Olajuwon | Houston Rockets        | 3.9          |
| Porcentaje de tiros de campo | Buck Williams   | Portland Trail Blazers | 60.2         |
| Porcentaje de tiros libres   | Reggie Miller   | Indiana Pacers         | 91.8         |
| Porcentaje de tiros de tres  | Jim Les         | Sacramento Kings       | 46.1         |

## Premios
- MVP de la Temporada
  -  Michael Jordan (Chicago Bulls)
- Rookie del Año
  -  Derrick Coleman (New Jersey Nets)
- Mejor Defensor
  -  Dennis Rodman (Detroit Pistons)
- Mejor Sexto Hombre
  -  Detlef Schrempf (Indiana Pacers)
- Jugador Más Mejorado
  -  Scott Skiles (Orlando Magic)
- Entrenador del Año
  -  Don Chaney (Houston Rockets)

| - Primer Quinteto de la Temporada - A - Karl Malone, Utah Jazz - A - Charles Barkley, Philadelphia 76ers - P - David Robinson, San Antonio Spurs - B - Michael Jordan, Chicago Bulls - B - Magic Johnson, Los Angeles Lakers | - 2.º Mejor Quinteto de la Temporada - Dominique Wilkins, Atlanta Hawks - Chris Mullin, Golden State Warriors - Patrick Ewing, New York Knicks - Kevin Johnson, Phoenix Suns - Clyde Drexler, Portland Trail Blazers | - 3er Mejor Quinteto de la Temporada - James Worthy, Los Angeles Lakers - Bernard King, Washington Bullets - Hakeem Olajuwon, Houston Rockets - John Stockton, Utah Jazz - Joe Dumars, Detroit Pistons |

| - Primer Quinteto Defensivo - Dennis Rodman, Detroit Pistons - Buck Williams, Portland Trail Blazers - David Robinson, San Antonio Spurs - Alvin Robertson, Milwaukee Bucks - Michael Jordan, Chicago Bulls | - 2.º Mejor Quinteto Defensivo - Joe Dumars, Detroit Pistons - John Stockton, Utah Jazz - Hakeem Olajuwon, Houston Rockets - Scottie Pippen, Chicago Bulls - Dan Majerle, Phoenix Suns |

| - Mejor Quinteto de Rookies - Dee Brown, Boston Celtics - Kendall Gill, Charlotte Hornets - Derrick Coleman, New Jersey Nets - Dennis Scott, Orlando Magic - Lionel Simmons, Sacramento Kings | - 2.ºMejor Quinteto de Rookies - Chris Jackson, Denver Nuggets - Willie Burton, Miami Heat - Travis Mays, Sacramento Kings - Gary Payton, Seattle SuperSonics - Felton Spencer, Minnesota Timberwolves |